# تاكاهيرو ايواموتو
تاكاهيرو ايواموتو (باليابانية: 岩本貴裕؛ بالكانا: いわもと たかひろ) هو لاعب كرة قاعدة ياباني، ولد في 18 أبريل 1986 في هيغاشي-كو في اليابان.

## وصلات خارجية
- تاكاهيرو ايواموتو على موقع الدوري الياباني لكرة القاعدة (الإنجليزية)
- تاكاهيرو ايواموتو على موقعبيزبول رفرنس.كوم (الدوري الثانوي) (الإنجليزية)